# The Purple Dawn
The Purple Dawn er en amerikansk stumfilm fra 1923 af Charles R. Seeling.

## Medvirkende
- Bessie Love som Mui Far
- Bert Sprotte som Carson
- Edward Peil, Sr. som Wong Chong
- William E. Aldrich som Bob
- James B. Leong som Quan Foo
- J.P. Ogden
- William Horne som Mr. Ketchell
- Priscilla Bonner som Ruth Ketchell
- Edwin Zunn